# The Black Crown
The Black Crown (с англ. — «Чёрная корона») — третий полноформатный студийный альбом американской дэткор-группы Suicide Silence, выпущенный 12 июля 2011 года на лейбле Century Media. Альбом был записан продюсером Стивом Эветтсом в студии The Omen Room городе Гарден-Гров, штат Калифорния. Это последний альбом, в записи которого участвовал вокалист группы Митч Лакер — он погиб в автоаварии 1 ноября 2012 года.
Перед релизом 13 мая 2011 года состоялась премьера композиции «Human Violence» на радиостанции Liquid Metal. 27 мая 2011 года был выпущен в качестве цифрового сингла песня «You Only Live Once» на таких сайтах, как iTunes и Amazon. За первую неделю копии альбома разошлись тиражом в количестве 14,400 дисков в Соединённых Штатах; релиз дебютировал под номером 28 в американском чарте Billboard 200.

## Об альбоме
Обложка The Black Crown была нарисована Кеном «K3N» Адамсом, известным по работе с Lamb of God, Coheed and Cambria и 88 Fingers Louie.

### Стиль и тексты песен
Тематика лирики, написанной Митчем Лакером, отличается от предыдущих альбомов. В частности, на этот раз внимание не сконцентрировано на негативном отношении автора к религии. Тексты песен посвящены личным переживаниям, а также различным проблемам, таким как насилие и наркомания. Перемены лирики Митч Лакер объяснил стремлением сделать альбом «для всех», также упомянув, что он по-прежнему остается верен своим взглядам на мир и не пытается сломить веру других.

## Критика
Собрав положительные отзывы, The Black Crown получил от Rock Sound рейтинг 7 из 10. Рецензия начиналась со слов «Здесь больше нет монотонного дэткора Suicide Silence…». Далее обозреватель отметил что «бластбиты и брейкдауны диссонируют с техникой исполнения, которой альбому и не хватает. Заслуга группы в том, что в этом релизе очень немного той самой дэт-металлической ярости, вместо которой здесь есть такие черты современного метала, как нечеткие сбивки, медленные брейки.»
Metal Underground в своём обзоре подвёл такой итог альбому: «'The Black Crown' по-настоящему достоин прослушивания. Этот релиз явно возвышается над прочими современными работами групп играющих в стиле дэткор», в то же время отметив что «все характерные черты группы в альбоме также присутствуют».
Редакция MetalSucks, после издания этого альбома включила группу в свой список исполнителей, так называемого ню-дэткора.

## Список композиций
| №                   | Название                                          | Длительность |
| ------------------- | ------------------------------------------------- | ------------ |
| 1.                  | «Slaves to Substance»                             | 3:28         |
| 2.                  | «O.C.D.»                                          | 3:20         |
| 3.                  | «Human Violence»                                  | 3:48         |
| 4.                  | «You Only Live Once»                              | 3:13         |
| 5.                  | «Fuck Everything»                                 | 4:34         |
| 6.                  | «March to the Black Crown (interlude)»            | 1:31         |
| 7.                  | «Witness the Addiction» (feat. Jonathan Davis)    | 5:32         |
| 8.                  | «Cross-Eyed Catastrophe» (feat. Alexia Rodriguez) | 3:25         |
| 9.                  | «Smashed» (feat. Frank Mullen)                    | 3:07         |
| 10.                 | «The Only Thing That Sets Us Apart»               | 4:11         |
| 11.                 | «Cancerous Skies»                                 | 3:15         |
| Общая длительность: | Общая длительность:                               | 39:19        |

| №   | Название                        | Длительность |
| --- | ------------------------------- | ------------ |
| 12. | «Superbeast» (Rob Zombie cover) | 3:40         |

| №   | Название          | Длительность |
| --- | ----------------- | ------------ |
| 12. | «Revival of Life» | 4:07         |

## Позиции в чартах
| Чарт                              | Позиция |
| --------------------------------- | ------- |
| U.S. Billboard 200                | 28      |
| U.S. Billboard Rock Albums        | 7       |
| U.S. Billboard Independent Albums | 6       |
| U.S. Billboard Hard Rock Albums   | 3       |

## Участники записи
- Крис Гарза — ритм-гитара
- Марк Хейлмун — соло-гитара
- Дэн Кенни — бас-гитара
- Алекс Лопес — ударные
- Митч Лакер — вокал